# Olga Tříšková-Zvěřinová
Olga Tříšková-Zvěřinová (24. listopadu 1904 Zabolotiv, Halič – 18. června 1976) byla česká architektka. Byla jednou z prvních absolventek Českého vysokého učení technického v Praze a českých architektek.

## Život
Národnosti byla české, ale původem pocházela z dnešní Ukrajiny. Tato malířka patřila mezi první studentky na pražské technice. Po absolvování České státní reálky v Praze Karlíně v roce 1923 nastoupila na Vysokou školu architektury a pozemního stavitelství na ČVUT a v roce 1933 získala, údajně jako sedmá žena na tomto oboru titul Ing. arch. Přestože ústava z roku 1920 zrušila výsady pohlaví, genderové stereotypy ve společnosti přetrvávaly a pro ženy bylo složité najít zaměstnání v typicky mužských oblastech. Tříškové se přesto podařilo prosadit, získala práci v Praze a zabývala se bytovou výstavbou. Příkladem její práce je funkcionalistická vila v Praze 10 (Konopišťská 16), chybně označována jako Třískova vila.

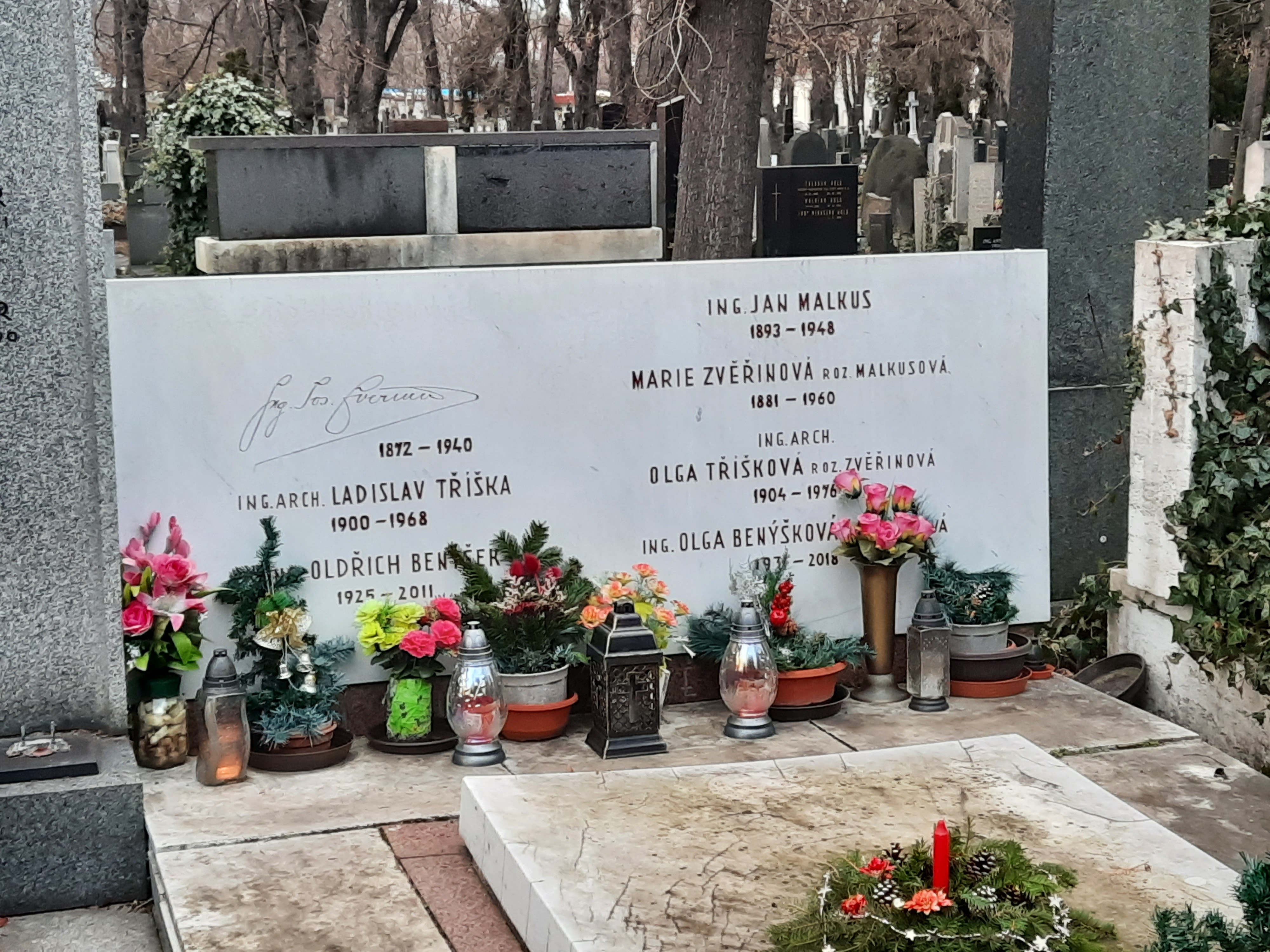
Hrobka rodiny Tříškovy na Vinohradském hřbitově

Jejím manželem byl architekt Ladislav Tříška (1900–1968).
Olga Tříšková-Zvěřinová zemřela roku 1976 ve věku 71 let. Místo úmrtí není známo. Pohřbena byla v rodinné hrobce na Vinohradském hřbitově.